# Alivio cómico
Alivio cómico es la inclusión de un personaje, escena o diálogo ingenioso con tintes humorísticos en una obra por lo demás seria, a menudo para aliviar la tensión.

## Definición
Alivio cómico normalmente significa una liberación de tensión emocional u otra clase que resulta de un episodio cómico interpuesto en medio de elementos serios o trágicos en una obra. A menudo toma la forma de un sidekick ocurrente altanero y/o torpe del héroe o villano en una obra de ficción. Un sidekick utilizado para alivio cómico normalmente comentara sobre lo absurdo de la situación del héroe y hará comentarios que serían inapropiados para un personaje quién debe ser tomado seriamente. Otros personajes pueden utilizar alivio cómico como medios para irritar a otros o para mantenerlos confiados.

## Aplicación
A veces los personajes de alivio cómico aparecerán en ficciones que son de comedia. Esto generalmente ocurre cuándo la obra introduce un momento dramático, pero el personaje continúa siendo cómico a pesar de todo. Los alivios cómicos externos e internos se pueden separar según el compromiso dentro de la historia y el efecto en la audiencia. Un alivio cómico interno es un personaje o momento donde la historia está escrita en la historia misma. Otros están involucrados y pueden reír junto con el humor. Mientras que los momentos de alivio cómico externo ocurren cuando se supone que la audiencia se ríe pero los personajes no.

## Historia
La tragedia griega no permitía ninguna clase de alivio cómico dentro de una obra, pero tuvo una tradición de concluir una serie de varios rendimientos trágicos con un juego satírico humorístico. Incluso el crítico isabelino Philip Sidney, siguiendo Ars Poetica de Horacio, abogó por la exclusión de elementos cómicos de una obra trágica. Pero en la Inglaterra del Renacimiento, Christopher Marlowe entre los Ingenios Universitarios introdujeron alivio cómico a través de la  presentación de escenas crudas en Doctor Fausto siguiendo la tradición nativa del Interludio, el cual era normalmente introducido entre dos obras trágicas. De hecho, en la tradición clásica, mezclar lo trágico y lo cómico no estaba permitido.

## Función
Los momentos de alivio cómico tienen el propósito de permitir que la audiencia se aleje del contenido oscuro y pesado. Puede ser una bocanada de aire fresco y hacer avanzar la trama, aunque la mayoría de la gente puede llegar a percibirlo como una distracción.

## Ejemplos
William Shakespeare se desvió de la tradición clásica y usó alivio cómico en Hamlet, Macbeth, Otelo, El mercader de Venecia y Romeo y Julieta. La escena del excavador de tumbas en Hamlet, la gaviota de Roderigo en Otelo y la burla del bufón en El rey Lear proporcionan un alivio cómico inmenso
Tomemos la escena del portero en Macbeth, por ejemplo:

"¡Aquí hay un golpe en verdad! Si un hombre fuera portero de la puerta del infierno, debería haber dado vuelta a la llave... ¿Quién está ahí, en nombre de Belcebú? Aquí hay un granjero, que se ahorcó con la expectativa de abundancia: ven a tiempo ; ten suficientes servilletas a tu alrededor; aquí sudarás por '... Fe, aquí viene un sastre inglés, por robar de una manguera francesa: entra, sastre; aquí puedes asar tu ganso".

En esta escena, el portero actúa como el alivio cómico. En la escena anterior, el rey Duncan es asesinado por el dúo Macbeth. Después de la escena, se descubre su cadáver y todos en el castillo entran en histeria. Su escena caótica en el medio sirve como un momento de alivio cómico para distraer a la audiencia del contenido horripilante.